# 血腥死亡营2：恐怖野营地
《血腥死亡营2：恐怖野营地》（英語：Sleepaway Camp II: Unhappy Campers）是一部1988年的美國砍杀电影，由弗里茨·戈登編劇，邁克爾·A·辛普森執導。這是《血腥死亡营》電影系列的第二部，由潘蜜拉·斯普林斯廷（飾安杰拉）和芮妮·艾斯特維茲主演。這部電影發生在前作所述事件五年後，主角連環殺手安杰拉是一名輔導員，在夏令營中謀殺行為不端的青少年。
《血腥死亡营2：恐怖野营地》具有黑色幽默元素，參考了多種恐怖電影系列，例如《十三號星期五》、《猛鬼街》和《德州電鋸殺人狂》。
緊隨其後的是一年後的續集《血腥死亡营3：贫瘠荒地》。

## 剧情
在第一部电影的事件发生五年后，一个名叫菲比的女孩在篝火晚会上向一群男孩讲述了阿拉瓦克营地的杀人事件。她的辅导员安杰拉强迫她回到小屋。两人发生争执后，安杰拉将一根木头砸在菲比的头上，然后以“肮脏的嘴 ”为由割下她的舌头。
第二天，营员莫莉、艾丽、梅尔、德米、利以及姐妹布鲁克和乔迪询问安杰拉关于菲比的下落。她告诉他们，她不得不把她遣返回家。当天晚些时候，安杰拉发现布鲁克和乔迪吸食大麻并酗酒。她最初让她们离开，但第二天发现她们与其中一个男孩私通。安杰拉把那个男孩赶走了。之后，布鲁克在一个烤架上醒来，看见了乔迪烧焦的遗体。安杰拉随后将汽油倒在布鲁克身上，把她也烧死了。
当天晚上，男孩们闯入女生宿舍抢内裤，被安杰拉阻止了。梅尔露出了自己的乳房，安杰拉决定开车送她回家，途中电钻杀害了她。第二天晚上，营员安东尼和贾德想要吓唬安杰拉，他们打扮成《猛鬼街》的弗莱迪·克鲁格和《十三號星期五》的面具傑森魔。这个计划适得其反，安杰拉打扮成《德州電鋸殺人狂》的皮面人（戴着梅尔剥下的脸做成的面具），割断了安东尼的喉咙，并用电锯杀害了贾德。
第二天，安杰拉给艾丽设了一个陷阱，讓她淹死在满是粪便和水蛭的厕所里。当晚，德米向安杰拉透露，她给“被遣返回家”的营员家人打电话，发现她们都不在家。安杰拉意识到事情可能会败露，于是用一根吉他弦勒死了德米，然后在利发现德米的尸体时刺死了利。
第二天，辅导员约翰叔叔和T.C.以“遣返太多营员回家”为由解雇了安杰拉。莫莉和肖恩进入树林想要安慰她，但两人发现了其他营员的尸体，于是安杰拉把他们绑了起来。在得知莫莉和肖恩的下落后，T.C.去找他们，但安杰拉把电池酸液泼到他脸上，将他当场杀死。肖恩在意识到安杰拉正是五年前阿拉瓦克营事件的凶手后被斩首。
后来，安杰拉离开了小屋，莫莉挣脱束缚。回来后，莫莉将安杰拉打倒在地并逃跑了。在树林中进行了长时间的追逐后，莫莉摔在一块岩石上，被认为已经死亡。在杀死剩余的露营者后，安杰拉搭了便车，但司机很快惹恼了她，她就杀死了司机。莫莉恢复了知觉，走出了树林，一辆车在她身后停了下来。莫莉惊恐地得知开车的是安杰拉，她尖叫起来，电影结束。